# Burgstall im Dürnbucher Forst II
Der Burgstall im Dürnbucher Forst II liegt 1450 m südöstlich von Umbertshausen, heute einem Gemeindeteil der niederbayerischen Stadt Neustadt an der Donau im Landkreis Kelheim. Die im gemeindefreien Dürnbucher Forst gelegene Turmhügelanlage (Motte) wird als „mittelalterlicher Burgstall“ unter der Aktennummer D-2-7236-0074 im Bayernatlas aufgeführt. Die Anlage wird als Nachfolgebau des von hier 460 m südwestlich gelegenen Burgstalls angesehen.

## Beschreibung
Auch diese Anlage liegt an einem Geländezwickel, der vom Kaltenbrunner Bach und dem hier einmündenden Gländerbach gebildet wird. Auf der Süd-Ost-Seite verbindet ein vom Schelmenweg abzweigender Erddamm die beiden Bäche und bildet die Abgrenzung einer Vorburg. 15 m hinter dem Zusammenfluss der beiden Bäche trennt ein Graben das Gelände der Hauptburg von der Vorburg ab. Hier befindet sich ein vierseitiger Pyramidenstumpf, der das Gelände um 4 m überragt. Die Basisseitenlänge dieser annähernd quadratischen Anlage beträgt 32 m, auf dem Plateau betragen die Abmessungen 16 × 16 m. Die Kernburg ist mit einem bis zu 2,5 m tiefen Spitzgraben von der Vorburg getrennt.

## Geschichte
Die ersten Nachrichten über Umbertshausen stammen vom Bistum Freising; zwischen 857 und 864 tauscht Bischof Anno mit dem Edlen Mahtpert Teile eines Hofes in Umbertshausen gegen das doppelte Maß an Ackerland in Umbertshausen. 957 tauscht Bischof Lambert mit dem Priester Echo Liegenschaften in Umbertshausen gegen Ackerland bei Jägersdorf. Zwischen 994 und 1005 erhält Bischof Gottschalk von einem Unfreien namens Richilio Liegenschaften zu Sendling im Tausch gegen solche von Umbertshausen. Der vermutlich gleiche Richilio gibt zwischen 1031 und 1039 verschiedene Besitztümer zu Umbertshausen an seinen Herrn, den Bischof Gottschalk.
Der erste urkundlich belegte Ortsadelige ist der Edle Egilberto von Umbertshausen, er gilt als der Erbauer der Burg. Er tradiert im Jahr 1098 seinen Diener Walter als Censualen an das Kloster Freising. Die nächsten beiden Vertreter des Geschlechts sind Ratold von Umbertshausen, der um 1100 eine Tradition bezeugt und Huno, der im ersten Drittel des 12. Jahrhunderts fünfmal als Zeuge für das Kloster Münchsmünster auftritt. Die weiteren Herren von Umbertshausen sind Ministeriale des Klosters Freising, die in der ersten Hälfte des 12. Jahrhunderts als Zeugen auftreten. Ein Askerich von Umbertshausen tritt zwischen 1166 und 1177 mehrmals als Zeuge für das Kloster Biburg und zwischen 1170 und 1187 für das Kloster Rohr auf, ebenso sein zwischen 1166 und 1191 genannter Sohn Rupert. Ein Aribo von Umbertshausen tritt zwischen 1220 und 1230 auf und wird 1226/28 bei einer Tradition an das Kloster Scheyern genannt.  Mit dem 1232 eine Freisinger Tradition bezeugenden Sifridus von Umbertshausen enden die Nachrichten über die Herren von Umbertshausen.
Über das Bauwerk heißt es in einer Urkunde von Herzog Albrecht von 1437, dass „das Burgkstal zu Kaltenprunn mit allen seine Zugehörigkeiten an Wilhelm Schellenberger“ verliehen wird. Da die Burg in der Landesbeschreibung von Philipp Apian Mitte des 16. Jahrhunderts nicht mehr erwähnt wird, muss man annehmen, dass sie bereits zuvor verfallen ist. Nach jüngeren Nachrichten soll der Burgstall dem Forstmeister des Dürnbucher Forstes als Besprechungsquartier gedient haben.